# Róbert Erban
Róbert Erban (* 9. Juli 1972 in Piešťany) ist ein ehemaliger tschechoslowakischer und slowakischer Kanute.

## Leben
Róbert Erban begann 1983 mit dem Kanusport. Im Alter von 17 Jahren debütierte er auf internationalem Niveau bei den Junioren-Weltmeisterschaften 1989 in Halifax. Bereits zwei Jahre später errang er seine erste Medaille im Senioren-Bereich bei internationalen Meisterschaften.
Im Kajak-Zweier über 10.000 Meter holte er zusammen mit Juraj Kadnár, hier noch für die Tschechoslowakei startend, bei den Weltmeisterschaften in Paris Bronze. Ein Jahr später nahm Erban an seinen ersten Olympischen Sommerspielen teil. Im Kajak-Einer über 1000 Meter und Kajak-Zweier über 500 Meter verpasste er das Finale. Im Kajak-Vierer jedoch erreichte er das Finale.
Beim Überqueren der Ziellinie ging das Team noch davon aus, dass sie Bronze gewonnen hatten. Kurz darauf war aber klar: das tschechoslowakische Boot hatte Bronze um 0,09 Sekunden verpasst. Dieser vierte Platz sollte sich bei Olympischen Spielen wiederholen: bei seinen weiteren drei Teilnahmen, alle nach der Auflösung der Tschechoslowakei für die Slowakei, erreichte er zwar noch zweimal das Finale, kam aber über Platz 4 bei den Spielen 2000 in Sydney nicht hinaus.
Auch wenn Erban als bester slowakischer Kanute im Einer-Kajak galt, erzielte er doch seine größten Erfolge im Kajak-Zweier und insbesondere im Kajak-Vierer. So kam er 1992 erst sehr kurzfristig vor den Spielen in den Kajak-Vierer, hatte er sich doch eigentlich auf den Einer fokussiert.
Durch das Karriereende von Juraj Bača wurde im erfolgreichen Kajak-Vierer der Slowaken nach den Olympischen Spielen 2004 wieder ein Platz frei. Dieser wurde durch Erban besetzt. Mit dem Vierer holte er in den Jahren 2005 und 2006 noch Titel bei Welt- und Europameisterschaften. Danach wurde er im Boot durch Juraj Tarr ersetzt.
Im Jahr 2009 nahm er noch einmal an Kanurennsport-Weltmeisterschaften in Halifax teil. Zusammen mit Andrej Wiebauer verpasste er aber das Finale bei seiner letzten WM an genau dem Ort, an dem er 20 Jahre zuvor international debütiert hatte.
Erban fuhr während seiner kompletten Karriere für den ŠKP Bratislava. Seine Schwester ist die Kanutin und Olympiateilnehmerin Marcela Erbanová.